# لاري أيزنبرغ
لاري أيزنبرغ (بالإنجليزية: Larry Eisenberg)‏ (21 ديسمبر 1919، نيويورك في الولايات المتحدة - 25 ديسمبر 2018، لينكولن في الولايات المتحدة)؛ روائي أمريكي. درس في كلية مدينة نيويورك.